# Divize E 1998/1999
V soubojích 8. ročníku Moravskoslezské divize E 1998/99 (jedna ze skupin 4. fotbalové ligy) se utkalo 16 týmů každý s každým dvoukolovým systémem podzim–jaro. Tento ročník začal v srpnu 1998 a skončil v červnu 1999.

## Nové týmy v sezoně 1998/99
- Z MSFL 1997/98 nesestoupilo do Divize E žádné mužstvo.
- Z Divize D 1997/98 přešlo mužstvo SK LeRK Prostějov „B“.
- Mužstvo TJ Bystřice nad Olší se po sezoně 1997/98 odhlásilo, jeho místo v této sezoně zaujalo mužstvo SK Železárny Třinec „B“.
- Ze Slezského župního přeboru 1997/98 postoupilo vítězné mužstvo SK Kravaře.[1]
- Z Hanáckého župního přeboru 1997/98 postoupilo vítězné mužstvo  TJ Jiskra Rýmařov.[1]

## Konečná tabulka
Zdroj: 
| Poř. | Tým                        | Z  | V  | R  | P  | VG | OG | B  |
| ---- | -------------------------- | -- | -- | -- | -- | -- | -- | -- |
| 1.   | FK Holice 1932             | 30 | 26 | 3  | 1  | 78 | 15 | 81 |
| 2.   | TJ Nový Jičín              | 30 | 18 | 4  | 8  | 57 | 36 | 58 |
| 3.   | Refotal Albrechtice        | 30 | 15 | 4  | 11 | 38 | 37 | 49 |
| 4.   | SK Rapid Muglinov          | 30 | 13 | 7  | 10 | 51 | 48 | 46 |
| 5.   | FK VP Frýdek-Místek „B“    | 30 | 13 | 6  | 11 | 46 | 48 | 45 |
| 6.   | SK Kravaře (N)             | 30 | 12 | 8  | 10 | 46 | 41 | 44 |
| 7.   | FK ARTEP Město Albrechtice | 30 | 11 | 10 | 9  | 44 | 40 | 43 |
| 8.   | SK UNO Zábřeh-Zvole        | 30 | 11 | 7  | 12 | 42 | 47 | 40 |
| 9.   | TJ Jiskra Rýmařov (N)      | 30 | 11 | 5  | 14 | 40 | 53 | 38 |
| 10.  | TJ Valašské Meziříčí       | 30 | 10 | 7  | 13 | 50 | 57 | 37 |
| 11.  | AFK Chropyně               | 30 | 10 | 7  | 13 | 37 | 42 | 37 |
| 12.  | SK Hanácká Slavia Kroměříž | 30 | 9  | 6  | 15 | 33 | 51 | 33 |
| 13.  | FC Karviná „B“             | 30 | 8  | 9  | 13 | 44 | 46 | 33 |
| 14.  | TJ Šumperk                 | 30 | 8  | 8  | 14 | 33 | 41 | 32 |
| 15.  | SK LeRK Prostějov „B“      | 30 | 7  | 6  | 17 | 33 | 55 | 27 |
| 16.  | SK Železárny Třinec „B“    | 30 | 5  | 9  | 16 | 25 | 43 | 24 |

Poznámky:
- Z = Odehrané zápasy; V = Vítězství; R = Remízy; P = Prohry; VG = Vstřelené góly; OG = Obdržené góly; B = Body; (S) = Mužstvo sestoupivší z vyšší soutěže; (N) = Mužstvo postoupivší z nižší soutěže (nováček)
- O pořadí na 10. a 11. místě rozhodla bilance vzájemných zápasů: Val. Meziříčí – Chropyně 4:0, Chropyně – Val. Meziříčí 1:2[2]
- O pořadí na 12. a 13. místě rozhodla bilance vzájemných zápasů: Kroměříž – Karviná B 2:1, Karviná B – Kroměříž 0:1[2]

|  | Postup do MSFL 1999/00                      |
|  | Přechod do Divize D 1999/00                 |
|  | Sestup do Slezského župního přeboru 1999/00 |
|  | Sestup do Hanáckého župního přeboru 1999/00 |